# Kanton Grenoble-5
Kanton Grenoble-5 (fr. Canton de Grenoble-5) je francouzský kanton v departementu Isère v regionu Rhône-Alpes. Zahrnuje severozápadní část města Grenoble.